# Giuditta Sommaruga
Giuditta Sommaruga (Milano, 26 ottobre 1875 – Milano, 7 marzo 1964) è stata una filantropa italiana.

## La vita e lo stabilimento ortofrutticoloAngelo Longone
Figlia di Angelo Sommaruga ed Emilia Longone, ereditò uno stabilimento ortofrutticolo fondato dal nonno Angelo Longone con ingresso in via Melchiorre Gioia 39, tra le attuali via Melchiorre Gioia, via Algarotti e viale Restelli.
Lo stabilimento era stato fondato in altra zona di Milano nel 1760 (veniva reclamizzato nei cataloghi come il più antico ed esteso del Regno d'Italia) ed era stato trasferito in quella zona nel 1820 da Costantino Longone, padre di Angelo. L'area occupata inizialmente era più ampia e si estendeva fino all'attuale via della Abbadesse.
Nel 1928 affittò il terreno al floricultore Elia Fumagalli, pur continuando ad abitare nella casa di via Melchiorre Gioia 39, che era una villa di 3 piani. Nel 1941 morì di poliomielite la figlia Emilietta Faini, all'età di 39 anni.
Nell'agosto del 1944 la villa venne colpita dai bombardamenti e quasi distrutta. Negli ultimi anni della sua vita Giuditta andò ad abitare all'Hotel Touring di via Vittorio Veneto. Morì all'età di 89 anni, il 7 marzo 1964, e lasciò tutte le sue proprietà, del valore di un miliardo e settecento milioni dell'epoca (quasi 17 milioni di euro attuali), all'Ospedale Maggiore di Milano, probabilmente a causa della morte precoce della figlia. Essendo molto religiosa, donò molti gioielli a varie chiese di Milano.
Nel testamento indicò la condizione che la proprietà di via Melchiorre Gioia 39, cioè la casa di abitazione con annesso giardino, non venga venduta né data in affitto, ma sia mantenuta fra le proprietà dell'Ospedale Maggiore, non solo ma venga bensì destinata ed adibita a scopi Ospitalieri, con Impianti di Terapia Fisica o come meglio crederà, per lenire le sofferenze dell'umanità, e che venga intestata in memoria di mia madre Emilia Longone vedova Sommaruga, portando il nome della stessa.
L'Ospedale Maggiore dovette anche assumersi il costo del mantenimento della tomba sua e della figlia al Cimitero Monumentale di Milano (portico superiore BG ponente arcata 60 del celebre scultore Giannino Castiglioni) e delle tombe dei genitori Angelo ed Emilia (arcata 45 nello stesso portico). L'Ospedale Maggiore accettò l'eredità e la tenne come cespite a reddito, incassando l'affitto del vivaio Fumagalli.
Come per tutti i benefattori dell'Ospedale, questo commissionò un quadro di Giuditta Sommaruga; l'artista prescelto, grazie all'entità del lascito, fu Bernardino Palazzi (Nuoro 1907-Milano 1986), il ritrattista più apprezzato dell'alta borghesia negli anni intorno alla guerra. Il quadro fu pubblicato nel catalogo della mostra sulla quadreria dell'Ospedale Maggiore (907. Giuditta Sommaruga, Olio su tela, 201 – 120 cm, Ospedale maggiore /Cà Granda, ritratti moderni, Electa) con il seguente commento:
Nata da agiata famiglia milanese - il nonno aveva impiantato un prospero stabilimento ortobotanico - Giuditta Sommaruga condusse una giovinezza spensierata. Nel 1901 sposò un amministratore della ditta paterna, dal quale ebbe un'unica figlia che fu colpita in tenera da poliomielite. Le sofferenze spinsero la benefattrice a condurre una vita triste e isolata, specie dopo la morte della figlia avvenuta nel 1941. Con testamento olografo redatto nel marzo 1957, dispose di nominare suo erede universale l'Ospedale Maggiore, che alla morte della testatrice entrò in possesso di un grosso lascito ammontante a circa un miliardo e settecento milioni di lire. Giuditta Sommaruga si spense a Milano il 7 marzo 1964.

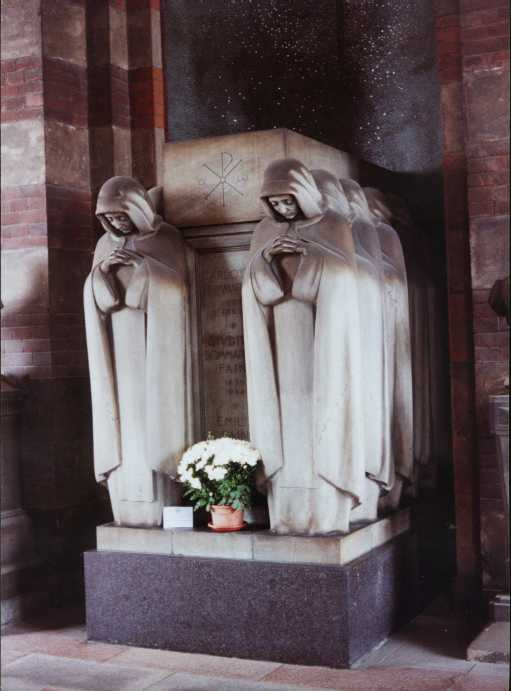
Tomba di Giuditta Sommaruga al Cimitero Monumentale

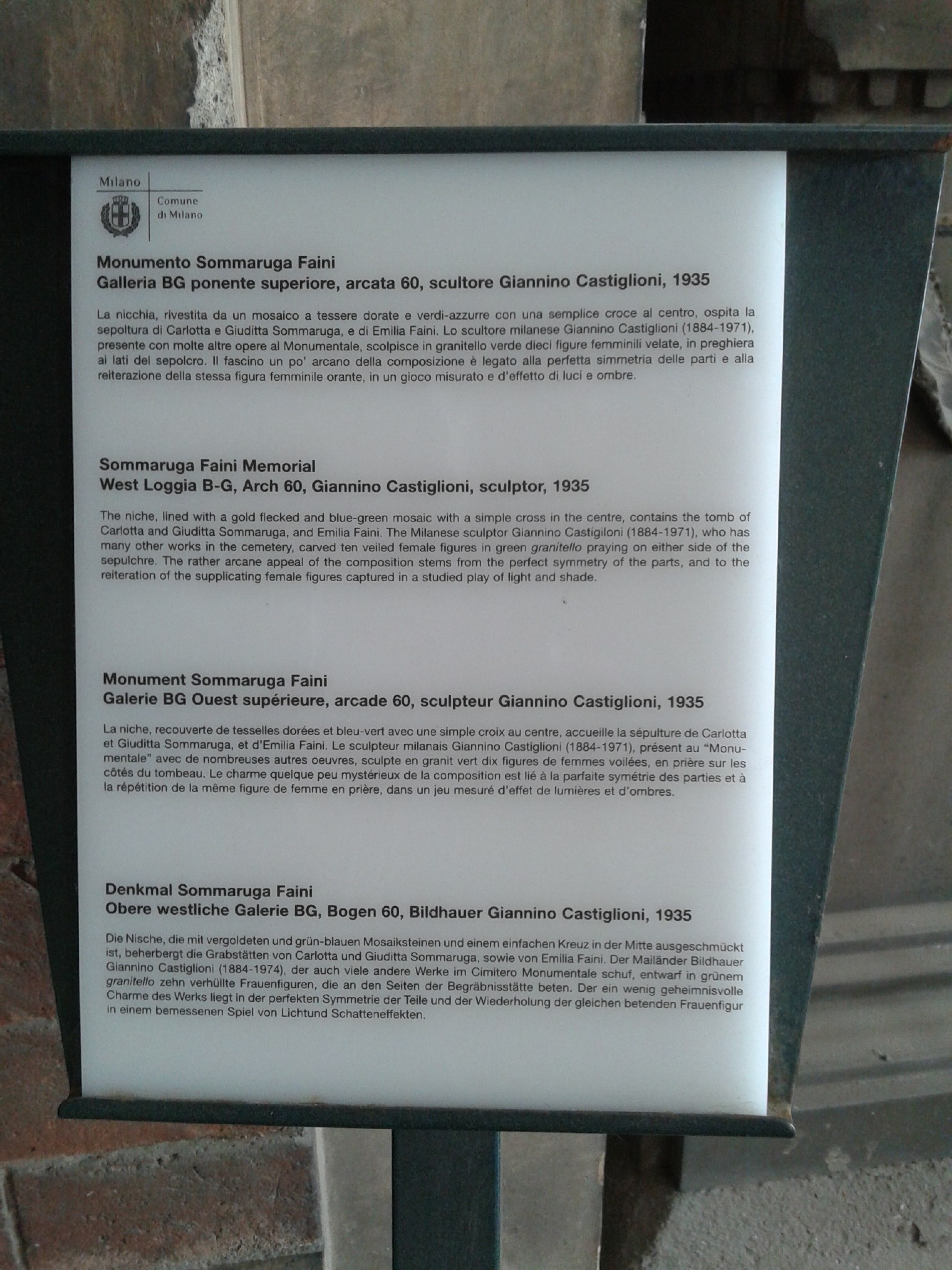
Cartello accanto alla tomba di Giuditta Sommaruga al Cimitero Monumentale

Palazzi, incaricato di eseguirne il ritratto il 14 maggio 1964, nel dicembre successivo presentò un bozzetto che venne approvato dalla Commissione Artistica. Nel febbraio 1965 il dipinto era stato portato a termine, ma il pittore fu invitato a ritoccare e modificare la figura. Preferì quindi mettere mano ad un nuovo ritratto che fu incluso dagli esperti ospedalieri nelle collezioni della Ca' Granda il 13 maggio 1966. Anche questo lavoro di Palazzi testimonia della vasta pratica del pittore nel campo della ritrattistica. La figura della benefattrice è inserita in una composizione di sereno equilibrio, ravvivata dalla presenza dei fiori e della tenda mossa dal vento.
La proprietà del vivaio passò in seguito all'Ospedale Niguarda, che decise di venderlo, dietro autorizzazione della Regione. Il vivaio Fumagalli venne sfrattato e lasciò libero il terreno nel 2001. Le piante del vivaio crebbero incolte e costituirono un bosco fitto di più di 200 piante, una area verde di 12.000 m² che gli abitanti del quartiere chiamarono Bosco di Gioia.
Nel 2000, con l'accordo di programma tra Regione, Provincia e Comune, e nel 2001, con il P.I.I. Garibaldi-Repubblica, venne previsto di collocare l'Altra Sede della Regione Lombardia tra viale Restelli e via Melchiorre Gioia. Un complesso edilizio con un grattacielo di 161 metri, Palazzo Lombardia, sorge oggi sull'area del bosco di Gioia e sull'area contigua che ospitava un parcheggio e la tensostruttura provvisoria della sala del consiglio regionale. L'unico albero sopravvissuto è una grande magnolia lungo via Algarotti.